# Alain Roger
Pour les articles homonymes, voir Roger.
Alain Roger, né le 6 novembre 1936, est un philosophe et écrivain français.

## Biographie

### Études
Ancien élève de l’École normale supérieure, Alain Roger est agrégé de philosophie et docteur d'État.
Il fut l'élève de Gilles Deleuze.

### Activités et fonctions
Il a été professeur d'esthétique au département de philosophie de l'université Blaise-Pascal de Clermont-Ferrand.
Dans les années quatre-vingt, Alain Roger enseignait suivant un cycle de trois fois deux ans l'influence sur les arts des grands courants de pensée du XXe siècle : l'esthétique marxiste, la psychanalyse de l'art, l'art et le structuralisme.
Son domaine de prédilection est le paysage. Il a été chargé de cours au DEA « Jardins, paysages, territoires » de l’école d'architecture de La Villette de 1991 à 2001, a été membre du conseil scientifique du ministère de l'Écologie, du Développement et de l'Aménagement durables, ainsi que directeur de la collection « Pays / Paysages » aux éditions Champ Vallon.

## Publications
Alain Roger a consacré plusieurs ouvrages à la question du paysage :
- Nus et paysages. Essai sur la fonction de l'art (Paris, Aubier, 1978 ; édition revue et augmentée, 2001).
- Maîtres et protecteurs de la nature (dir.) (Seyssel, Champ Vallon, 1991).
- La théorie du paysage en France, 1974-1994, (Seyssel, Champ Vallon, 1995).
- Court traité du paysage (Paris, Gallimard, 1997), Prix « La Ville à lire » 1997.

Essais
- Le roman contemporain (anthologie, en collaboration avec André Maraud) (Paris, PUF, 1973).
- Proust. Les Plaisirs et les Noms (Paris, Denoël, 1981).
- Hérésies du Désir. Freud, Dracula, Dali (Seyssel, Champ Vallon, 1986).
- L’Art d’aimer, ou la fascination de la féminité (Seyssel, Champ Vallon, 1995).
- Art et anticipation (Carré, 1995).
- Le vocabulaire de Schopenhauer (Ellipses, 1999).
- La vie en vert, suivi de Vertiges (livre d'artiste, en collaboration avec Dominique et Jean-Paul Ruiz, plasticiens et éditeurs, Saint-Aulaire, 2004).
- Bréviaire de la bêtise (Paris, Gallimard, 2008).
- Par delà le vrai et le faux, Genève, La Baconnière, 2016

Romans
- Jérusalem ! Jérusalem ! (Paris, Gallimard, 1969).
- Le Misogyne (Paris, Denoël, 1976).
- Hermaphrodite (Paris, Denoël, 1977).
- Le Voyeur ivre (Paris, Denoël, 1981).
- La Travestie (Paris, Grasset, 1987), traduit en plusieurs langues et porté à l’écran, sous le même titre, par Yves Boisset, en 1988.
- Rémission (Paris, Grasset, 1990).